# Joaquim Bueso Garcia
Joaquim Bueso García (Valladolid, 1878 - Barcelona el 17 de març de 1920) fou un sindicalista català. Forma part de la redacció del periòdic Solidaridad Obrera des d'octubre de 1907 i el 19 de novembre de 1910 en fou nomenat director. Participa en la reunió de Solidaridad Obrera de juliol de 1909 que va prendre l'acord de declarar la vaga general contra la mobilització de reservistes per anar a la guerra del Marroc i que fou un dels detonants de la Setmana Tràgica. L'octubre de 1911 s'afilià al PSOE.